# 320

## Родени
- Констант, римски император